# Ormosia curvispina
Ormosia curvispina là một loài ruồi trong họ Limoniidae. Chúng phân bố ở miền Cổ bắc.